# Коун, Роберт
Роберт Уильям Коун (англ. Robert W. Cone; 19 марта 1957 — 19 сентября 2016) — четырёхзвёздный генерал армии США; последняя должность: командующий Командованием по обучению и доктрине армии США (TRADOC). Он принял командование TRADOC 29 апреля 2011 года. До того он служил командующим Форт-Худ и III корпусом 22 сентября 2009 года, с которым был направлен в Ирак в феврале 2010 года, и до февраля 2011 года занимал должность заместителя командующего по операциям вооружённых сил США в Ираке. Ещё ранее он был специальным помощником главнокомандующего TRADOC. Ушёл на пенсию в 2014 году.

## Личная жизнь и образование
Коун уроженец Манчестера, штат Нью-Гэмпшир, родился 19 марта 1957 года. Он окончил Memorial High School, Манчестер, Нью-Гэмпшир в 1975 году. Он окончил Военную академию США со степенью бакалавра наук в 1979 году и был назначен вторым лейтенантом в Бронетанковое отделение. Коун получил степень магистра социологии в Техасском университете в Остине.
Военное образование Коуна включает в себя военно-морской колледж, Колледж командования и генерального штаба армии США, продвинутый курс пехотного офицера и базовый курс офицера бронетехники.
У Коуна был диагностирован метастатический рак простаты четвёртой стадии в 2011 году, через четыре месяца после его повышения до четырёхзвёздочного генерала, и он прошёл клинические испытания. Кон и его жена Джилл переехали в Шавано, штат Висконсин, в 2014 году. Кон скончался в больнице 19 сентября 2016 года в Грин-Бей, штат Висконсин. Он был похоронен на Арлингтонском национальном кладбище 9 декабря 2016 года.
Центр наследия генерала Роберта У. Коуна в Форт-Ирвине, штат Калифорния, открытый 28 августа 2021 года, назван в его честь.

## Военная карьера
Коун выполнял различные командные, штабные и оперативные задания в США, Германии и Юго-Западной Азии. Его первое дежурство состоялось во 2-й бронетанковой дивизии в Форт-Худ, штат Техас, где он служил командиром взвода и командиром войск во 2-й эскадрилье 1-го кавалерийского полка .
В октябре 1981 года Конус стал адъютантом помощника командира 2-й бронетанковой дивизии. Затем он служил офицером по техническому обслуживанию батальона, командиром роты поддержки боевой службы и командиром танковой роты в 1-м батальоне 67-го бронетанкового полка (1-67 AR). В 1985 году он прошёл пехотный курс повышения квалификации, а затем — аспирантуру Техасского университета в Остине. Затем Коун работал инструктором и доцентом на кафедре поведенческих наук и лидерства в Военной академии США в Вест-Пойнте, штат Нью-Йорк. После отбора и завершения обучения в Командно-штабном колледже армии США в Форт-Ливенворте, штат Канзас, Коун отправился в 11-й бронекавалерийский полк (полк Blackhorse) в Фульде, Германия.
Во время операции «Буря в пустыне» Коун занимал должность оперативного офицера 2-й эскадрильи (S-3), в ноябре 1991 года стал оперативным офицером полка (S-3), а в марте 1993 года — командиром полка. Весной 1994 года покинул 11-й танковый кавалерийский полк. В своём следующем задании Кон переехал в Форт-Блисс, штат Техас, и стал старшим офицером 3-го бронетанкового кавалерийского полка (Brave Rifles). В октябре 1994 года он принял командование 1-й эскадрильей 3-го танкового кавалерийского полка. После командования эскадрильей он служил специальным помощником командующего генерала в форте Карсон, штат Колорадо, затем в 1997 году поступил в Военно-морской колледж в Ньюпорте, штат Род-Айленд.
В июле 1998 года Конус стал оперативным сотрудником дивизии (G-3) 4-й пехотной дивизии (механизированной), Форт-Худ, штат Техас. В следующем году он принял командование 2-й бригадой 4-й пехотной дивизии. Его бригада была отправлена в Южную Корею в рамках учений Foal Eagle. Он возглавил свою бригаду в армейских учениях «Подразделение Capstone» в апреле 2001 года, ставших кульминационным событием в развитии тяжёлых цифровых[что?] сил.
Следующим после командования бригадой, стала должность директора Совместной передовой программы боевых действий Института оборонного анализа, расположенного в Александрии, штат Вирджиния, где он отвечал за разработку концепций и экспериментов совместных сил. Он участвовал в операции «Свобода Ирака» в 2003 году в качестве директора Объединённой группы по сбору извлечённых уроков командования объединённых сил США (JFCOM). Кону было поручено фиксировать, документировать и сообщать в реальном времени уроки, извлечённые из боевых операций в Ираке и Афганистане. Его работа привела к созданию Объединённого центра оперативного анализа в JFCOM. После возвращения с Ближнего Востока Коун работал директором Объединённого центра оперативного анализа JFCOM в Саффолке, штат Вирджиния.

### Высшее командование
В сентябре 2004 года Коун стал командующим Национальным учебным центром армии США (NTC) в Форт-Ирвине, Калифорния. Во время своего 33-месячного командования, Коун реализовал широкий спектр изменений, переориентирующих обучение на противоповстанческие операции. Совместно с Объединённой организацией по уничтожению самодельных взрывных устройств (JIEDDO), Коун учредил Объединённый центр оперативного мастерства в обучении по уничтожению самодельных взрывных устройств (IED) в NTC.
Конус был направлен в Афганистан в июне 2007 года в рамках операции «Несокрушимая свобода» и принял на себя командование Объединённым переходным командованием безопасности — Афганистан. Его 18-месячное командование сосредоточилось на развитии Афганской национальной армии и полиции. За время его пребывания в должности численность Афганской национальной армии увеличилась с 50 000 до почти 80 000 человек, и был проведён широкий спектр реформ для борьбы с коррупцией и обучения сотрудников Афганской национальной полиции.
После возвращения из Афганистана Коун служил специальным помощником начальника штаба армии, затем стал специальным помощником командующего генерала армии США по обучению и доктрине, где он отвечал за начальную подготовку офицеров и солдат.
В сентябре 2009 года Коун принял на себя командование III корпусом и Форт-Худом, штат Техас. В марте 2010 года он направился в Ирак со штабом III корпуса и до 8 февраля 2011 года стал заместителем командующего по операциям, вторым высокопоставленным военным офицером в вооружённых силах США в Ираке. Он отвечал за операции по всей стране, включая создание и обучение действующих сил безопасности Ирака. Он курировал переход от операции «Свобода Ирака» и противоповстанческих операций к операции «Новый рассвет» и операциям по обеспечению стабильности. Этот переход включал сокращение численности военнослужащих с примерно 100 000 до менее чем 50 000 и перевод более 120 баз, что стало крупнейшим перемещением военнослужащих и техники со времён Второй мировой войны. Коун вернулся в Форт-Худ 9 февраля 2011 года. Затем он был повышен до звания генерала с четырьмя звёздами и в апреле 2011 года принял командование Командованием Армии США по обучению и доктрине.

## Награды и знаки отличия
| Значок базового парашютиста                                         |
| Вкладка Рейнджер                                                    |
| Офис Объединённого комитета начальников штабов опознавательный знак |
| Опознавательный знак боевой службы III корпуса                      |
| Знак отличия 11-го танкового кавалерийского полка                   |
| 6 заграничных баров обслуживания                                    |

- Defense Distinguished Service Medal
- Army Distinguished Service Medal with one bronze oak leaf cluster
- Defense Superior Service Medal with oak leaf cluster
- Legion of Merit with two Oak Leaf Clusters
- Bronze Star Medal
- Meritorious Service Medal with two Oak Leaf Clusters
- Army Commendation Medal with two Oak Leaf Clusters
- Army Achievement Medal
- Joint Meritorious Unit Award
- Meritorious Unit Commendation
- Superior Unit Award
- National Defense Service Medal with one bronze Service Star
- Southwest Asia Service Medal with bronze Service Star
- Afghanistan Campaign Medal with one service star
- Iraq Campaign Medal with one service star
- Global War on Terrorism Expeditionary Medal
- Global War on Terrorism Service Medal
- Army Service Ribbon
- Army Overseas Service Ribbon
- NATO Medal for service with ISAF
- Ghazi Wazir Mohammad Akbar Kahn State Medal (Islamic Republic of Afghanistan)
- Kuwait Liberation Medal (Kuwait)